# Nordre Land
Nordre Land é uma comuna da Noruega, com 955 km² de área e 6 916 habitantes (censo de 2004).         